# Dvě čárky

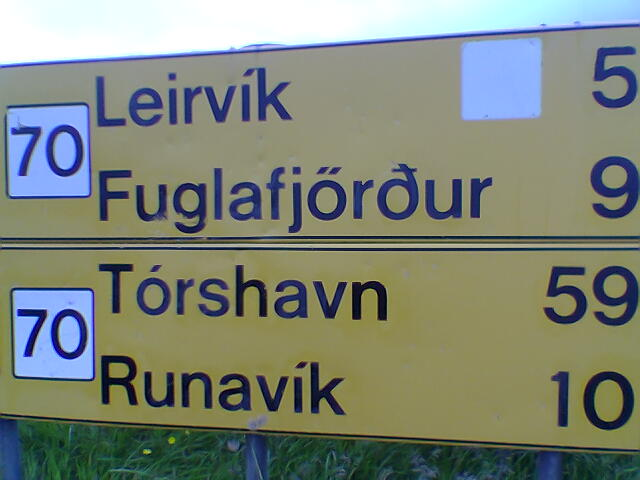
Ő (jako záměna s Ø) na faerské dopravní značce (město Fuglafjørður)

Dvě čárky (též odborně dvojitý akut, ˝ nebo zvýrazněně ◌̋) je diakritické znaménko v latince a výjimečně i v cyrilici. V Unicode má kód U+030B. Bývá často zaměňováno za přehlásku (¨) nebo za dvojitou svislou čárku ( ̎ ). Na české klávesnici ho lze zapsat jako AltGr+0.
Dvě čárky mají v Latince ő, ű a a̋. V cyrilice Ӳ (Chuwalská abeceda).